# Acianthera alligatorifera
Acianthera alligatorifera är en orkidéart som först beskrevs av Heinrich Gustav Reichenbach, och fick sitt nu gällande namn av Alec M. Pridgeon och Mark W. Chase. Acianthera alligatorifera ingår i släktet Acianthera och familjen orkidéer. Inga underarter finns listade i Catalogue of Life.